# Sayid Jarrah

Naveen Andrews în rolul lui Sayid Jarrah

Sayid Hassan Jarrah (în arabă سَعِيد حَسَّان جَرَّاح, Sa‘īd Ḥassān Jarrāḥ) este unul dintre personajele principale din serialul de televiziune american Lost, portretizat de Naveen Andrews.